# Зюбриха
Зюбри́ха — село в Україні, у Монастирищенській міській громаді Уманського району Черкаської області. Розташоване на правому березі річки Гірський Тікич (притока Тікичу) за 27 км на північний схід від міста Монастирище. Населення становить 421 особа.

## Галерея

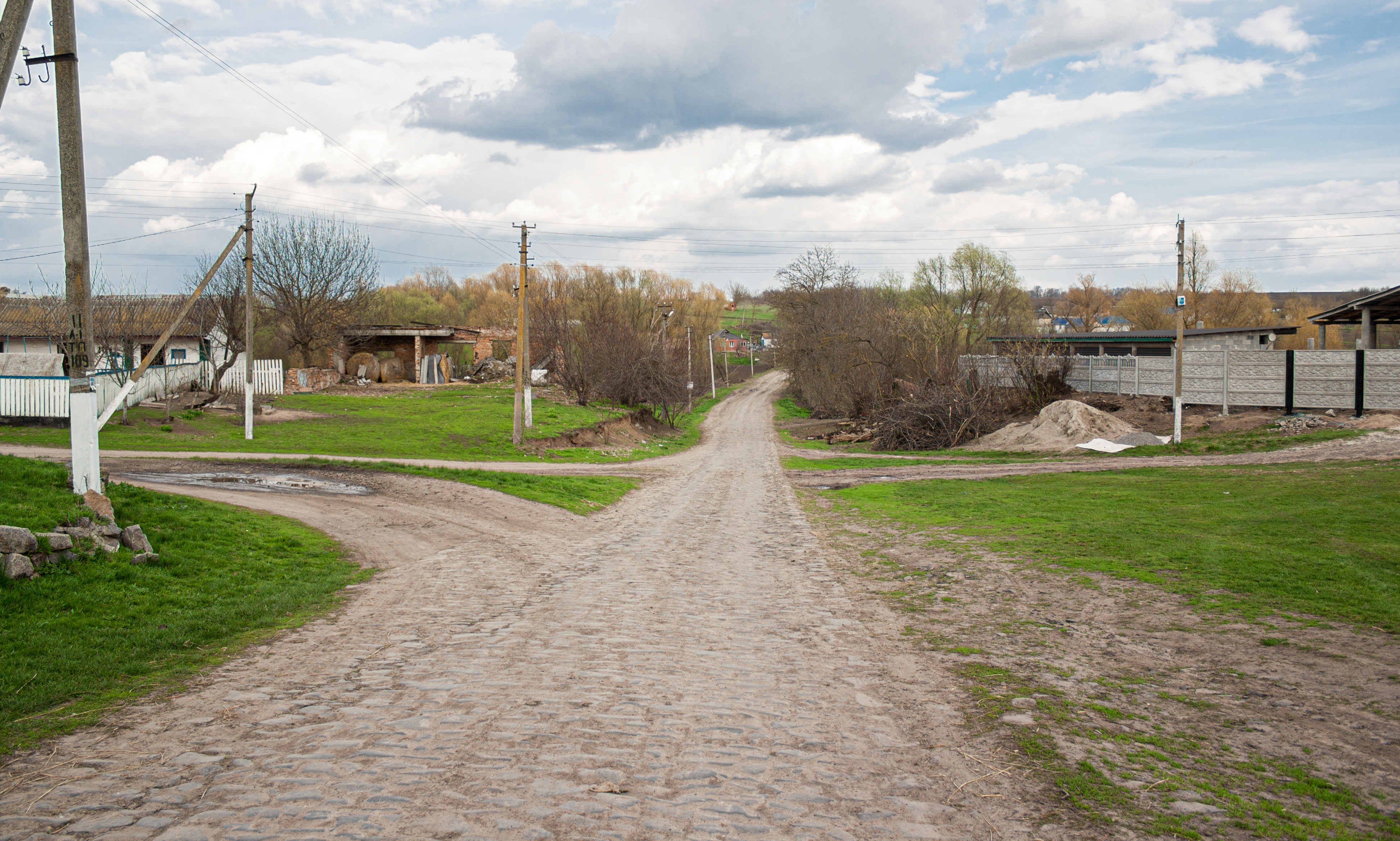
Вулиця Центральна
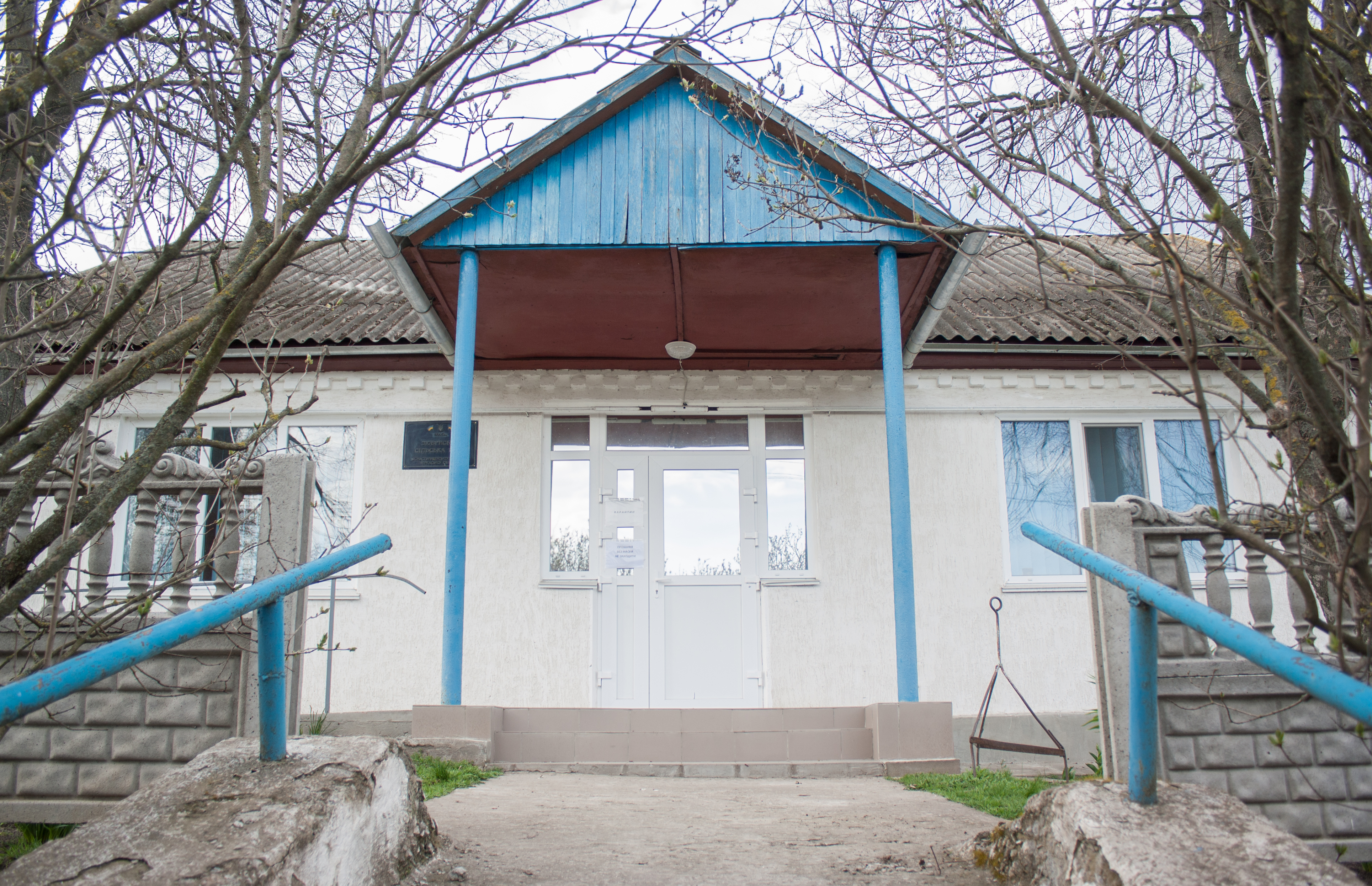
Сільська рада
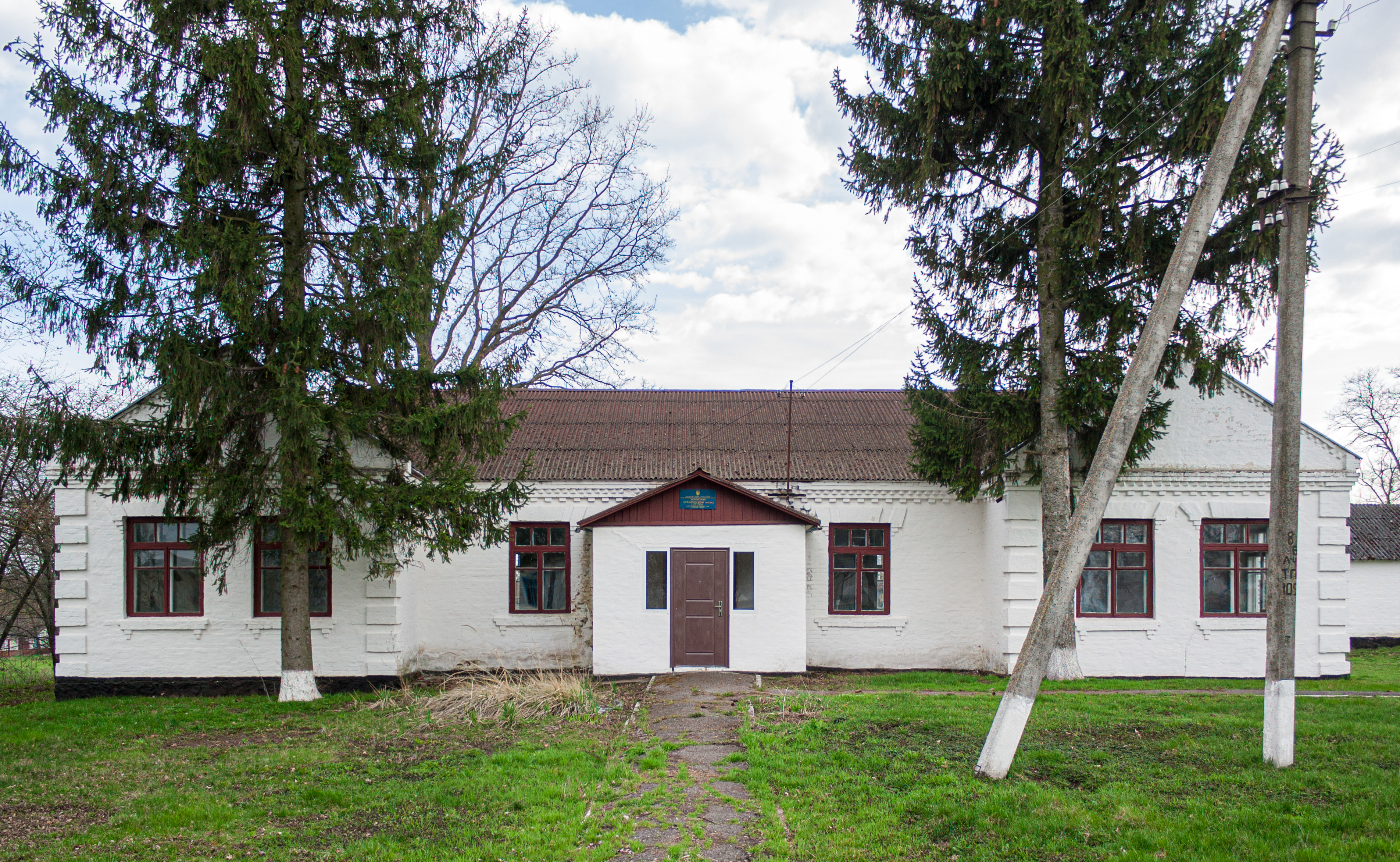
Школа
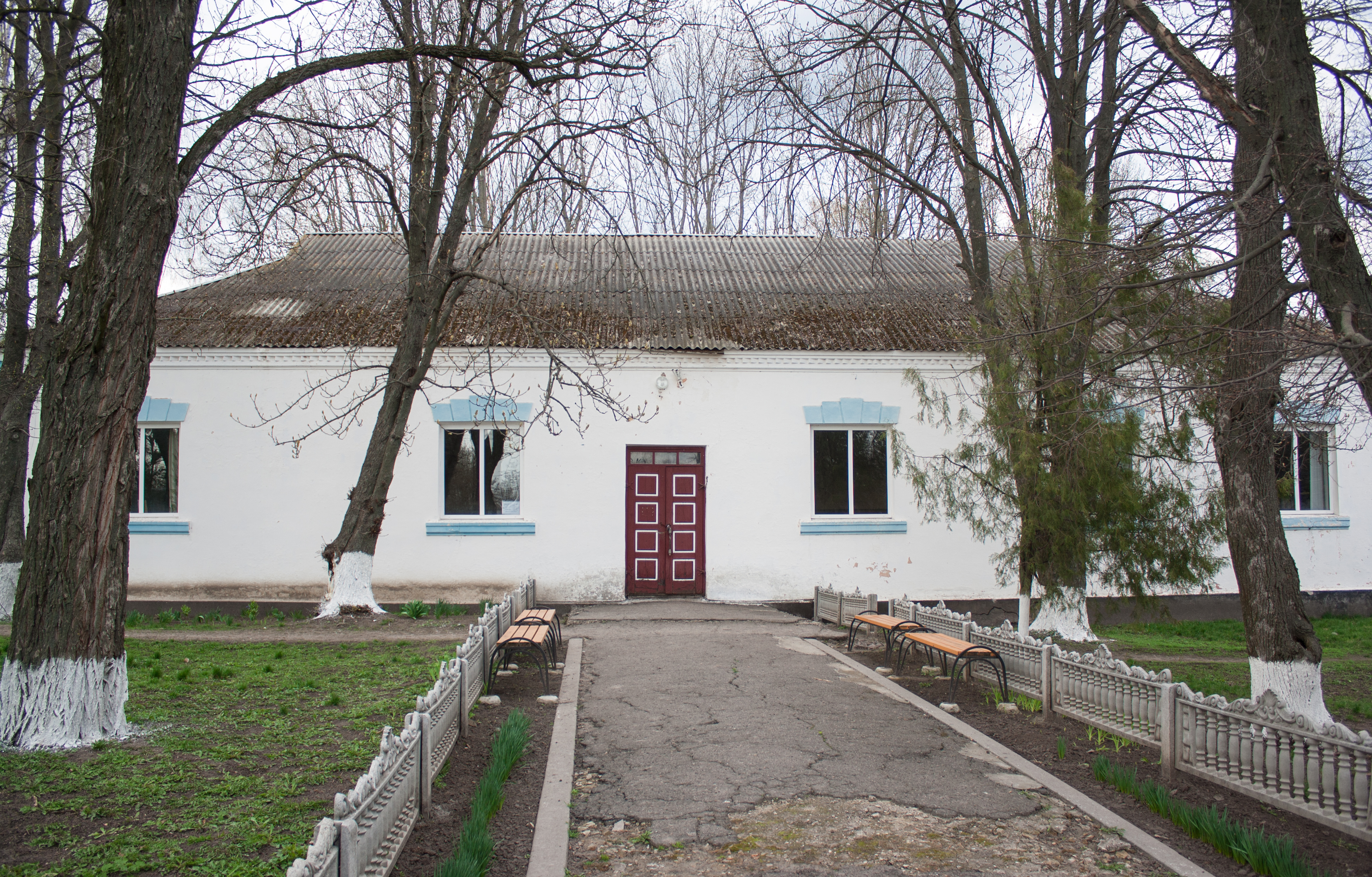
Будинок культури
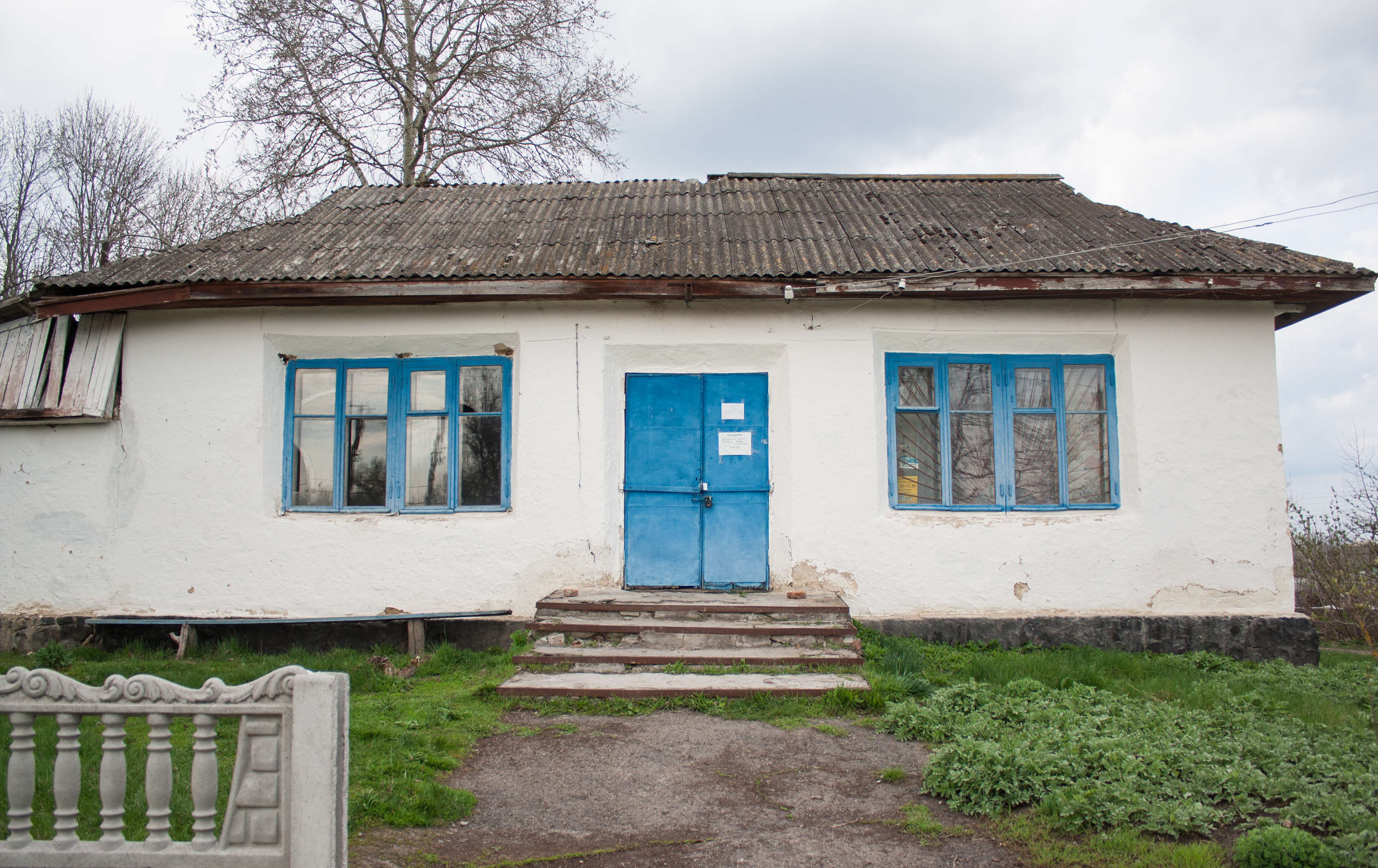
Пошта
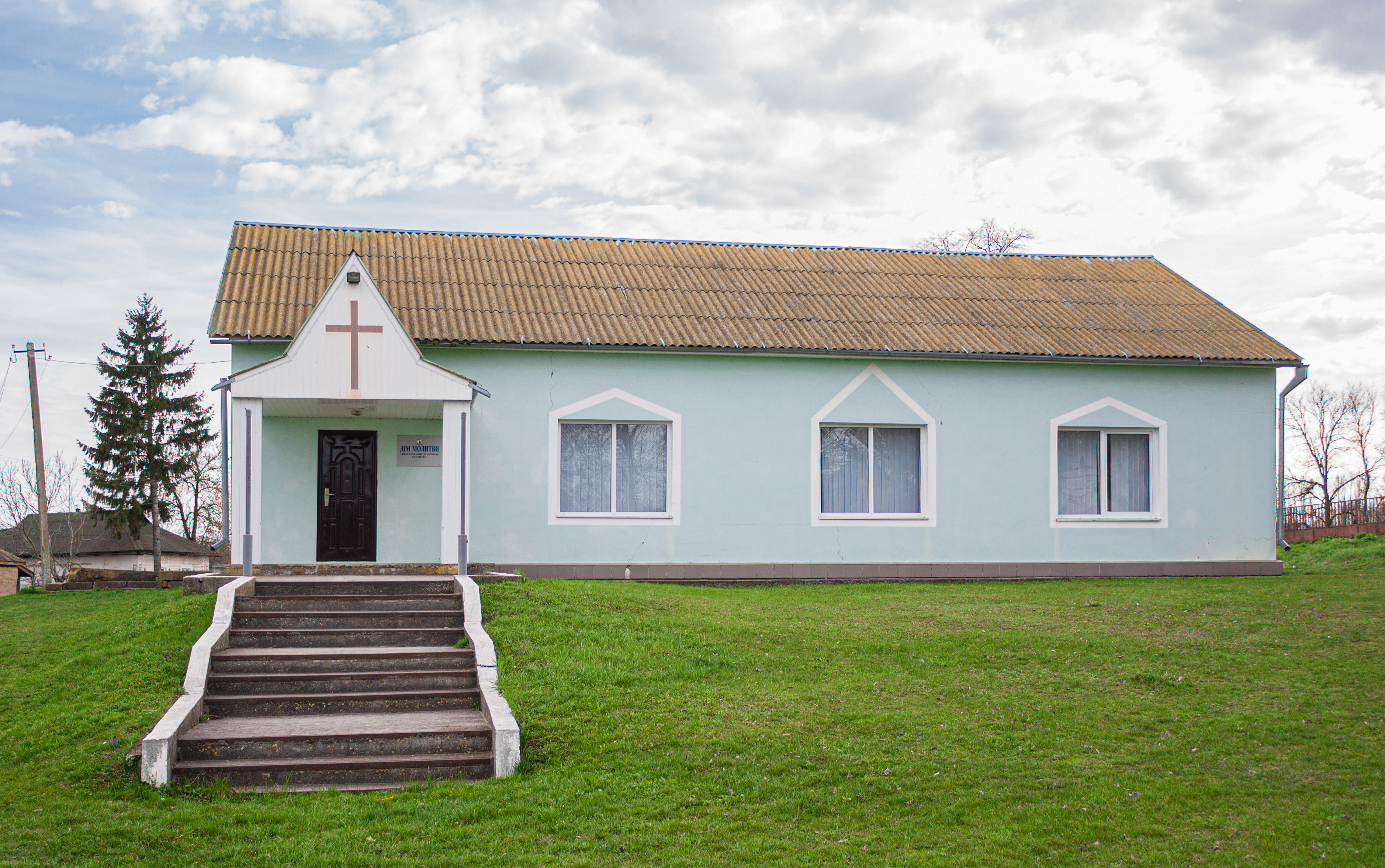
Дім молитви
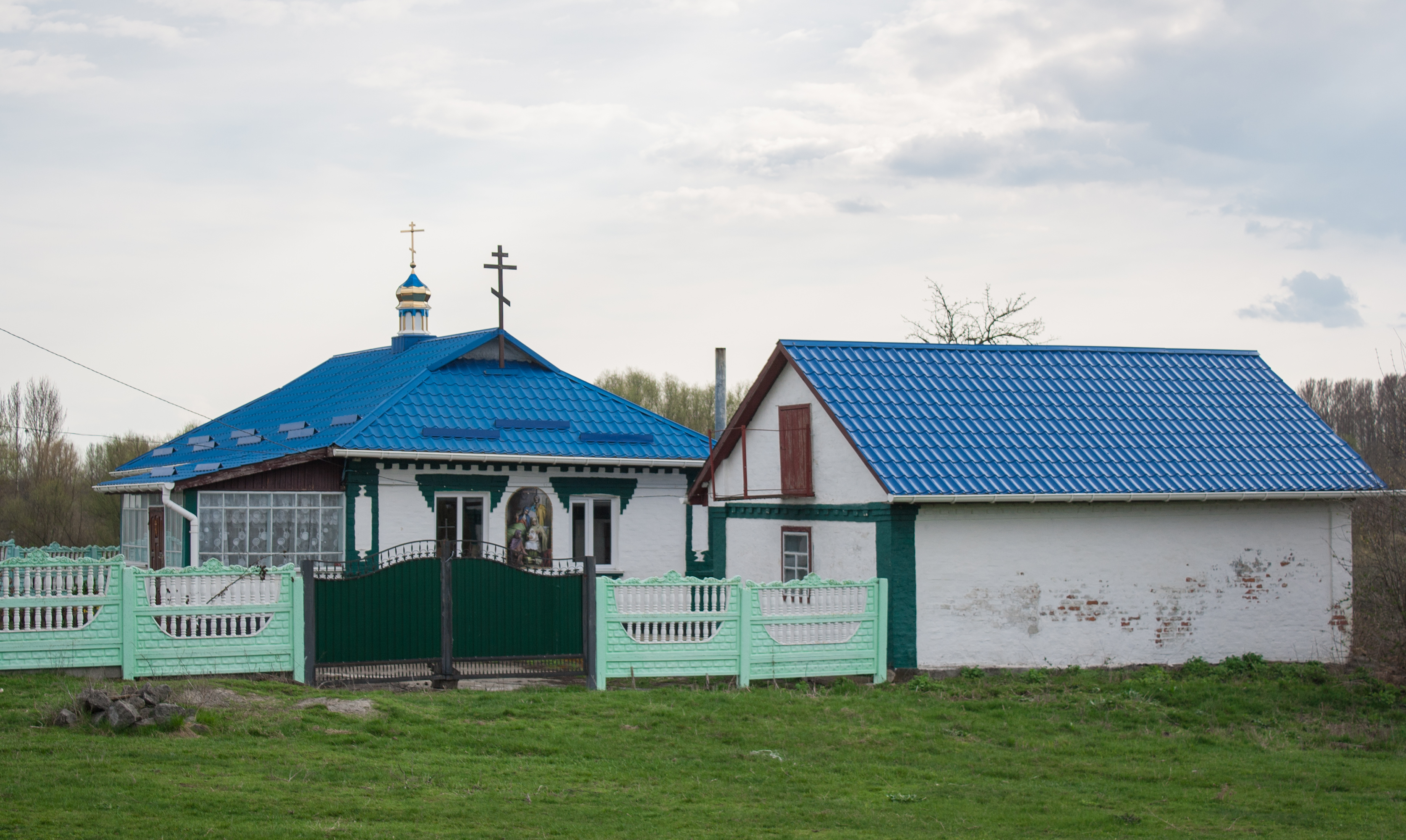
Церква
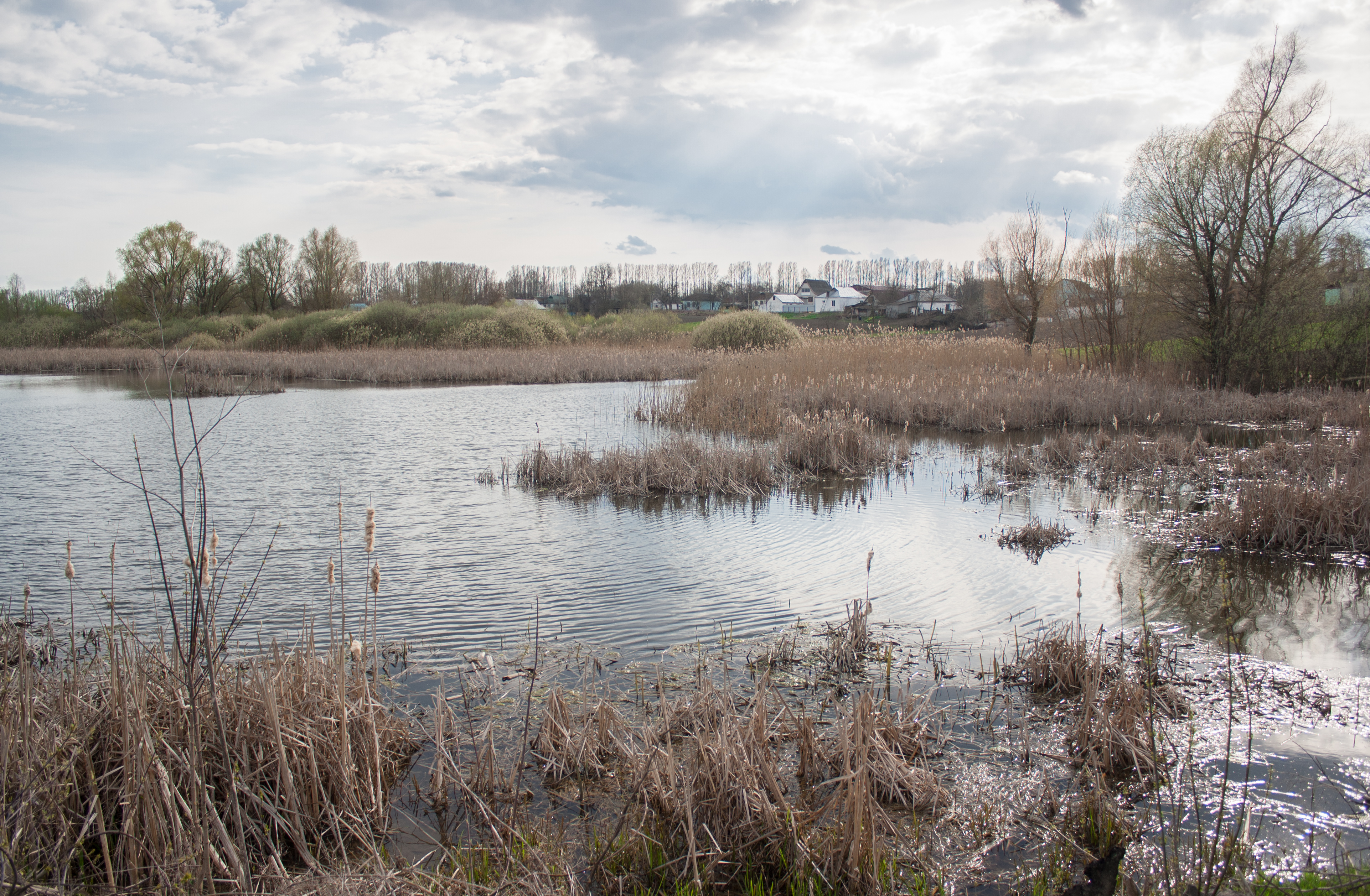
Ставок
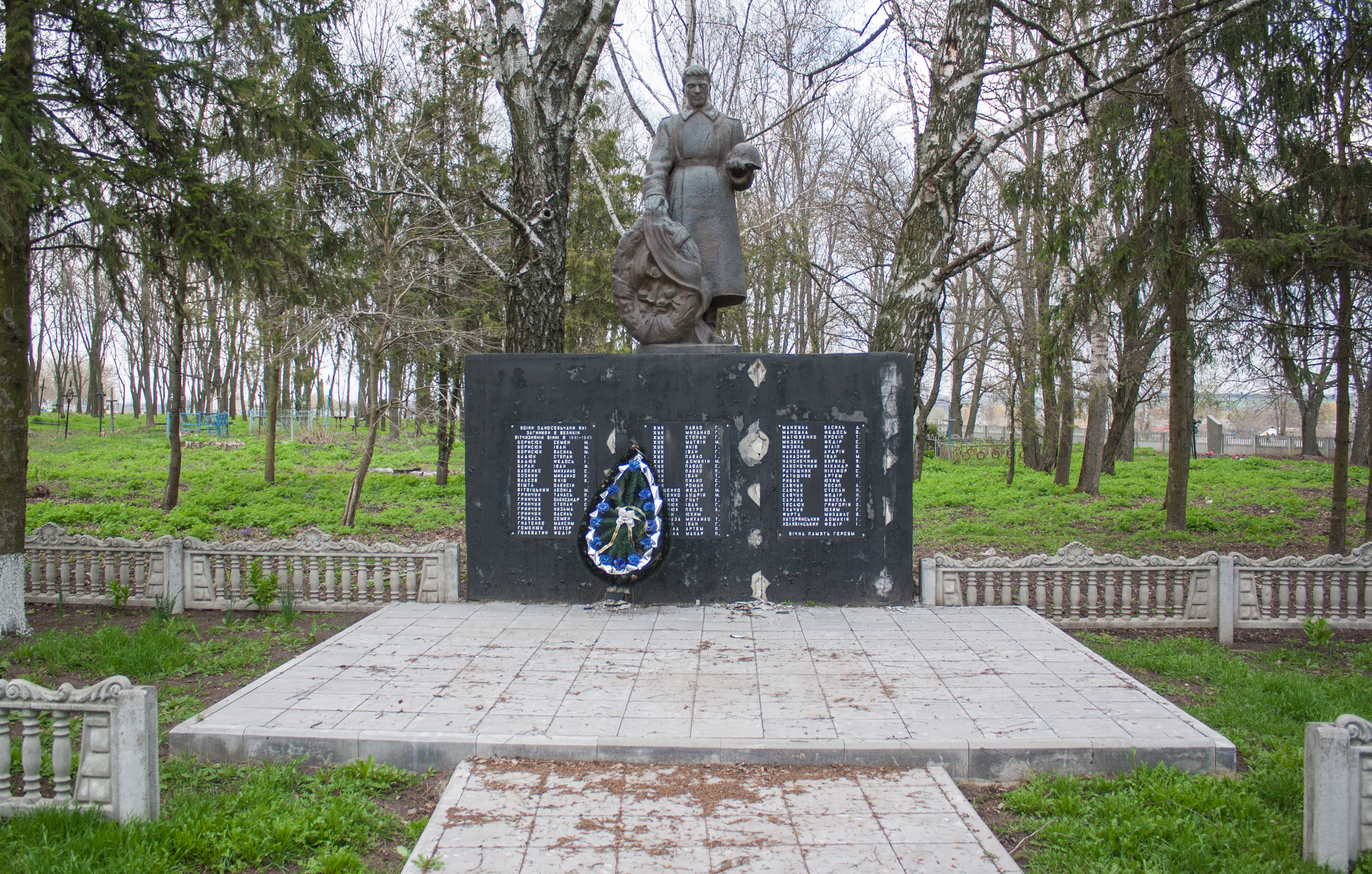
Пам'ятник воїнам-односельцям
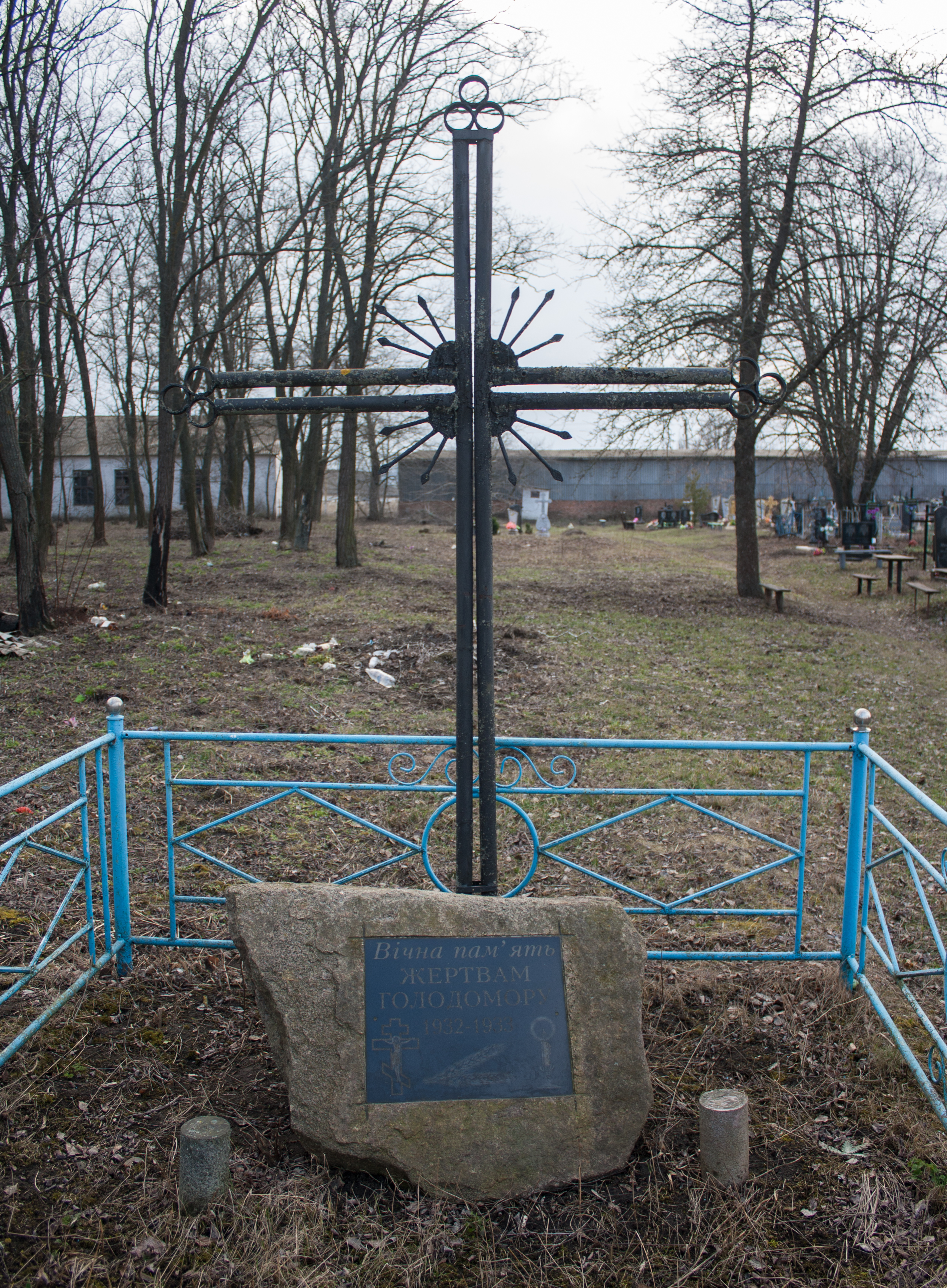
Пам'ятний знак жертвам Голодомору